# رجل في حياتي (فلم)

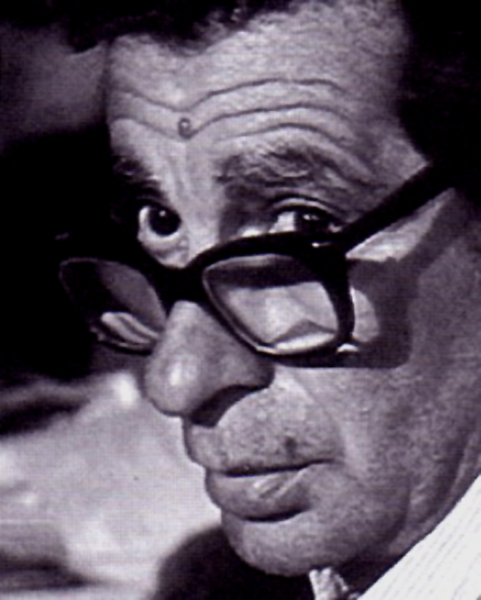

رجل في حياتي، فيلم مصري من إخراج يوسف شاهين. أصدر في 21 يونيو 1961. كتب القصة والسيناريو الحوار كل من وجيه نجيب وعبد الرحمن الشرقاوي.

## قصة الفيلم
يدخل الطالب (حمدي) في صراع مع أحد الصيادين بسبب استغلاله، ليقتله أمام عيني ابنته، يدخل حمدي السجن، وتصير ابنة الصياد عمياء، بعد خروجه من السجن، يحاول التكفير عن ذنبه فيتقرب منها، فتنمو بينهما قصة حب ويتزوجا، يصل طبيب نادية إلى علاج لعينيها، فيفزع حمدي أن تعرف أنه قاتل والدها.

### القصة كاملة
حمدى الشناوى(شكرى سرحان)طالب بالهندسة كان يقود دراجة بخارية بتهور فإصطدم بسيارة إسعاف كانت فى طريقها لإنقاذ مريض وتأخرت عليه فمات. شعر حمدى بمسئوليته عن الرجل الذى مات فتحرى عنه فعلم ان له إبنة وحيدة اسمها ناديه(سميره احمد)ولم يكن لها من أقارب سوى والدها،وقد نظمت حياتها وما تركه لها والدها من مال قليل حتى تحصل على شهادة البكالوريا وتعمل بها وتصرف على نفسها.
حاول حمدى ان يعتذر الى نادية ولكنها لم تقبل ان تستمع إليه،فإستغل نزولها الشاطئ،ونزل وراءها بفلوكة حتى تستمع إليه، ولكن الموج أخذالفلوكة نحو نادية واصطدم برأسها ففقدت بصرهاواصبحت بلا عائل ولا عمل بالإضافه لكونها كفيفة. تعاطف معها طبيبها المعالج د.صبرى(ابراهيم زاده)واقترح ان تعمل لدى احدى معارفه الداده ام الخير(خيريه خيرى) فى ابو قير حيث تصلح شباك الصيادين مقابل إيواءها.
ترك حمدى حجرته فى الاسكندرية مع زميله سمير(سميرخليل) وإستأجر حجرة لدى ام الخير،وباع ساعته الذهبية وأرسل ثمنها الى نادية من صديق لوالدها،فشعرت نادية ان لها صديق فى هذا العالم. جلست نادية على الشاطئ تصطاد،فزلت قدمها وسقطت فى الماء،ولكن حارسها الأمين حمدى أنقذها وقد عرفتها ام الخير عليه بأنه جارها حماده السيد.
عمل حمدى فى مساعدة مكتب هندسى بجانب مذاكرته لدروسه،التى كان يمده بها صديقه سمير،وواصل الليل بالنهار كى يرسل نقوداً الى ناديه.وقف حمدى بجوار الصيادين الذين كان يستغلهم المعلم حجر(توفيق الدقن) ويجبرهم على التصارع للفوز بفلوكة الصيد،وقصده الصياد ضبش ليتصارع مكانه لأنه ضعيف،وبالفعل تصارع مع احدالصيادين(ابراهيم نجم) وحصل على فلوكة للصياد ضبش. حاول المعلم حجر استمالة حمدى إليه فلم يستطع،فسلط عليه صبيانه فضربوه.شعرت ناديه بحنيته نحوها فأحبته،واقترحت عليه ام الخير ان يتزوجها، فتزوجها. جاء د.صبرى وأخبر ام الخير ان ناديه يمكنها ان ترى اذا أجرت عملية جراحية تتكلف ٣٠ جنيه،فصمم حمدى على الحصول على المبلغ بأى ثمن،رغم ان أبصارها سيجعلها تعرفه. وتصارع مع الصيادين من اجل الحصول على المال،ولكن دارت معركة بين الصيادين وصبيان المعلم حجر والذى ضربه حمدى فسقطت حافظة نقوده،فأخذ منها حمدى ٣٠ جنيه تركهم لنادية لتجرى الجراحة وسلم نفسه للبوليس وسجن.
بينما أبصرت نادية ولم تجد زوجها أمامها واكتشفت انها حامل،وتزوجها الدكتور صبرى وتبنى ابنها اشرف الذى التحق بكلية الهندسة ومات د.صبرى بعد ان ترك خطابا الى اشرف يخبره انه ليس والده. ذهب أشرف (سامى خالد)الى مكتب المهندس حمدى للتمرين بتوصية من امه،وعلم منه انه والده الحقيقى وقص عليه قصته الحقيقية وكيف ساعد امه ودخل السجن من اجل ان تبصر،والذى ابلغ امه بكل شئ واجتمع شملهم مرة اخرى بعد ان سامحته.

### فريق العمل
| - سميرة أحمد (نادية الصاوي) - شكري سرحان (حمدي الشناوي) - توفيق الدقن (المعلم حجر) - خيرية خيري (الدادة ام الخير) | - إبراهيم زاده - سامي خالد (اشرف) - سمير خليل (سمير) | - إبراهيم نجم - محمد قنديل - سامى نجيب |

| - يوسف شاهين (مخرج) - سمير نصري (مساعد مخرج) - فكرى رمزى (مساعد مخرج) - إميل بحري (مونتير) | - رشيدة عبدالسلام (مونتير) - مارسيل صالح (نيجاتيف) - وجيه نجيب (قصة وسيناريو) - عبدالرحمن الشرقاوي (اشراف على الحوار) | - وجيه نجيب (مدير الإنتاج) - أفلام سميرة أحمد (منتج) - روبير سعد (مصور) - ألفيس أورفانيللي (مدير التصوير) | - رشدي إبراهيم (ماكيير) - ماهر عبد النور (مهندس المناظر) - الشرق للأفلام (موزع) |

## روابط خارجية
- مقالات تستعمل روابط فنية بلا صلة مع ويكي بيانات